# ASKA CONCERT TOUR GOOD TIME
『ASKA CONCERT TOUR GOOD TIME』（アスカ・コンサート・ツアー・グッド・タイム）は、ASKAの映像作品。2004年1月28日にVHSとDVDで発売され、2012年4月25日にBlu-rayて発売された。ASKAの映像作品では、VHSの発売は本作が最後である。

## 解説
2000年に行われたコンサートツアー『ASKA CONCERT TOUR GOOD TIME -Supported by NEC-』から、同年11月の大阪城ホール公演の模様を完全収録したライブ映像作品。
VHSとDVDと共に初回限定盤には同年11月25日に恵比寿ガーデンホールにて行われたライブ『ASKA PRE-FINAL at The Garden Hall』のライブ映像を収録している。なお、この特典映像はBlu-ray版には収録されていない。

## 収録曲
全作詞・全作曲：ASKA

### DISC 1 (VHS・DVD・Blu-ray共通)
1. Tattoo
2. judge by myself
3. 僕はすっかり
4. 君が家に帰ったときに
5. DAYS OF DREAM
6. you & me
7. good time
8. 同じ時代を
9. ID
10. 月が近づけば少しはましだろう
11. HELLO
12. GIRL
13. Now
14. 晴天を誉めるなら夕暮れを待て
15. はるかな国から
16. next door
17. 止まった時計
18. cry
黒田有紀のカバー。この曲は2018年に改めてレコーディングされ、ベストアルバム『Made in ASKA』に収録された。
19. けれど空は青 〜close friend〜

### DISC 2 (VHS・DVD (初回限定盤のみ))
1. ASKA PRE-FINAL at The Garden Hall